# Borgo metropolitano di Wirral
Wirral è un borgo metropolitano britannico nella contea inglese del Merseyside.
Fu creato con il Local Government Act 1972, il 1º aprile 1974 dalla fusione dei precedenti county borough di Birkenhead e Wallasey con il borgo metropolitano di Bebington e i distretti urbani di Hoylake e Wirral.

## Località
- Barnston
- Bebington
- Bidston
- Birkenhead
- Brimstage
- Bromborough
- Caldy
- Claughton
- Eastham
- Egremont
- Frankby
- Gayton
- Grange
- Greasby
- Heswall
- Hoylake
- Irby
- Landican
- Larton
- Leasowe
- Liscard
- Lower Heswall
- Meols
- Moreton
- New Brighton
- New Ferry
- Newton
- Noctorum
- Overchurch
- Oxton
- Pensby
- Port Sunlight
- Poulton
- Prenton
- Raby
- Rock Ferry
- Saughall Massie
- Seacombe
- Spital
- Storeton
- Thingwall
- Thornton Hough
- Thurstaston
- Tranmere
- Upton
- Wallasey
- Wallasey Village
- West Kirby
- Woodchurch
- Woodhey
- Woodside

## Amministrazione

### Gemellaggi
- Sibiu, dal 1994[1]